# František Kohlíček

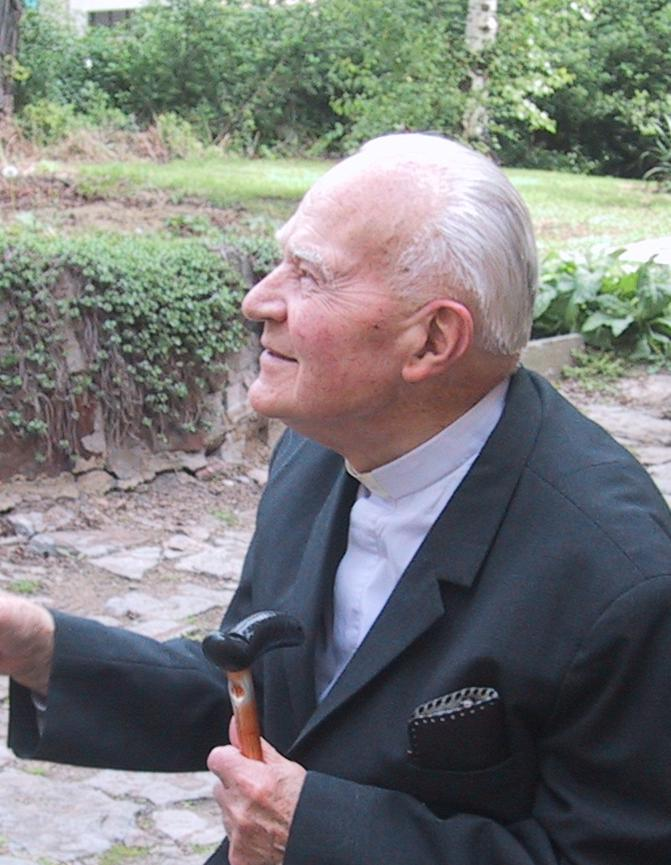
František Kohlíček ve svých 90 letech

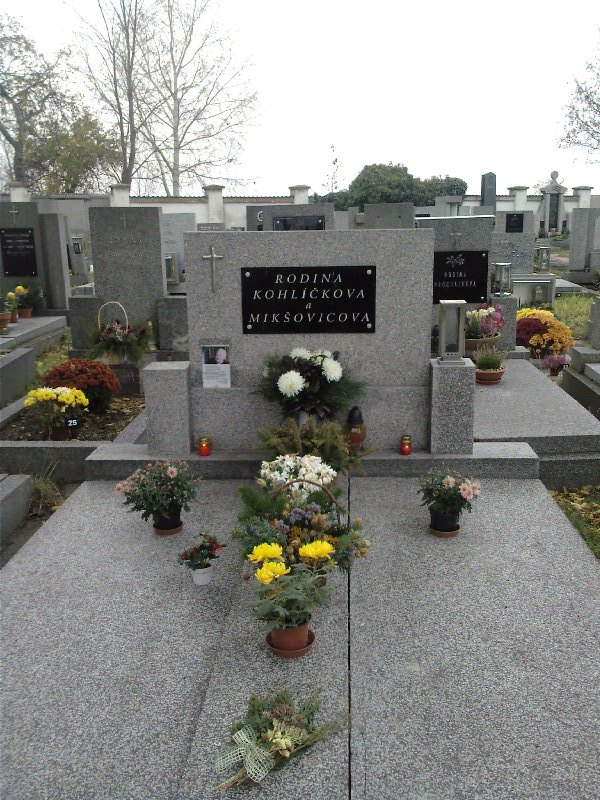
hrob patera Kohlíčka v Buštěhradě

František Kohlíček (11. května 1914, Buštěhrad – 29. ledna 2007) byl český katolický kněz, politický vězeň a člen Hnutí Fokoláre.

## Život
Dne 9. července 1939 byl v Římě vysvěcen na kněze. Po působení v Příbrami a na pražských Vinohradech se v roce 1947 stal vicerektorem pražského kněžského semináře. Po nástupu totality v roce 1950 byl společně s dalšími duchovními zatčen a bezdůvodně odsouzen k 18 letům vězení. Strávil deset roků v komunistických věznicích a další desetiletí komunistické persekuce na „svobodě“.
V sedmdesátých letech působil ve farnosti u kostela sv. Antonína Paduánského v pražských Holešovicích. Jeho hlavní iniciativou byla péče o děti a mládež a práce v rámci hnutí Fokoláre. Tyto jeho aktivity se úzce prolínaly s činností tzv. podzemní církve. V roce 1983 byl z Prahy přeložen do Chválenic u Plzně ve snaze znemožnit mu kontakt s aktivními složkami církve.
V roce 1990 se vrátil do Prahy a to do farnosti v Karlíně, kde dosloužil až do své smrti v 92 letech. Pohřben je ve svém rodném Buštěhradě.
Přesně v okamžiku jeho smrti vysílala Česká televize jeho biografický medailonek z cyklu „Příběhy bezpráví“ (alternativně označováno „Příběhy železné opony“). V roce 2010 byl vydán jeho životopis v knižní podobě.